# 1961 aux États-Unis
Pour des articles plus généraux, voir Chronologie des États-Unis et 1961.
Chronologie des États-Unis
- 1957
- 1958
- 1959
- 1960
- 1961
- 1962
- 1963
- 1964
- 1965

Cette page concerne des événements d'actualité qui se sont produits durant l'année 1961 du calendrier grégorien aux États-Unis.

## Gouvernement
- Président : Dwight Eisenhower (jusqu'au 20 janvier 1961), John Fitzgerald Kennedy
- Vice-président :  Richard Nixon (jusqu'au 20 janvier 1961), Lyndon B. Johnson
- Secrétaire d'État :
- Chambre des représentants - Président

## Événements
- 17 janvier : discours du président Dwight Eisenhower mettant en garde contre l'influence croissante et néfaste du complexe militaro-industriel sur la politique fédérale.

- 20 janvier : début de la présidence démocrate de John Fitzgerald Kennedy aux États-Unis (fin en 1963)[1].
  - L’administration Kennedy, élue sur le thème de la « Nouvelle Frontière », est composée d’une équipe jeune et dynamique qui se propose de lancer une grande entreprise libérale : expansion économique, stratégie militaire nouvelle (représailles flexibles), lutte contre les inégalités sociales et raciales.
  - Devant le Congrès, Kennedy fait un discours remarqué : « Vous qui, comme moi, êtes Américains, ne vous demandez pas ce que votre pays peut faire pour vous, mais demandez-vous ce que vous pouvez faire pour votre pays. Vous qui, comme moi, êtes citoyens du monde, ne vous demandez pas ce que les États-Unis peuvent faire pour le monde, mais demandez-vous ce que vous pouvez faire pour le monde. »
- 24 janvier : écrasement d'un B-52 à Goldsboro.
- 2 février : Kennedy propose au Congrès sa politique sociale afin de mettre fin à la récession économique. Elle inclut un programme de tickets-nourriture et un accroissement des allocations pour les chômeurs et les personnes sans ressources.
- 1er mars : Kennedy signe un décret créant les Corps de la Paix, l’une des institutions les plus marquantes de son gouvernement. Il en confie la direction à son beau-frère Sargent Shriver.
- 16 mars : 18e cérémonie des Golden Globes.
- 28 mars : Kennedy lance un programme d’armement parmi les plus importants en temps de paix. Il double le nombre de missiles nucléaires balistiques intercontinentaux Polaris, augmente le nombre de bombardiers stratégiques et augmente celui des autres missiles; il accroît aussi le nombre de divisions en état d’alerte et quadruple les unités de luttes antiguérillas. Le budget militaire augmentera de 10 % sous sa présidence.
- En mars, les mouvements pour les droits civiques organisent des « marches » et des convois à travers les États du Sud, malgré des réactions violentes des populations blanches.
- 17 avril : échec de l’invasion de la baie des Cochons à Cuba.
- 1er mai : Licensing Act, renforcement de la législation sur la sécurité incendie dans les habitations.
- Mai : les États-Unis intensifient leur intervention au Viêt Nam.
  - Envoi de 15 000 conseillers militaires.
  - Déploiement de deux escadrilles de B-26 et deux compagnies d'hélicoptères.
- 4 mai : organisation de « Freedoms rides » pour protester contre la discrimination dans les transports inter-État. Des bus mixtes sont affrétés en direction du Sud.
- 25 mai : Kennedy prononce le Special Message to the Congress on Urgent National Needs, le fameux discours qui donne le coup d’envoi du programme lunaire américain. « Notre nation doit s’engager à faire atterrir l’homme sur la Lune et à le ramener sur Terre sain et sauf avant la fin de la décennie.» Il répond ainsi à l’URSS qui, en pleine guerre froide, avait pris plusieurs longueurs d’avance dans la conquête spatiale. Il conforte le concept de Nouvelle Frontière de l'espace, qu'il avait déjà évoqué dans un discours d'investiture comme candidat à l'élection présidentielle, le 15 juillet 1960.
- 1er juin : la nouvelle administration fait voter un budget nettement plus expansionniste que prévu par la précédente administration pour relancer la croissance économique. 
  - Maintien des taux d'intérêt à 0,25 %
  - Amendement du National Housing Act. Les prêts hypothécaires délivrés par la Federal Housing Administration sont réorientés vers les populations défavorisées, avec des crédits d'impôts pour les plus démunis souhaitant se loger.
  - Affectation d'environ 1 milliard de dollars à la construction d'un million de logements sociaux
  - Hausse de 500 millions de dollars des dépenses sociales
  - Création d'environ 500 000 emplois dans la construction.
  - Accroissement de 2,5 milliards de dollars du budget militaire.
- Rompant avec la politique du précédent gouvernement (recherche de l'équilibre, intervention économique limitée), l'administration démocrate utilise le déficit budgétaire pour financer de nouvelles dépenses publiques destinées à relancer la croissance et à réduire le chômage.
- 3 août : Suicide Act, loi condamnant pénalement toute personne qui aidera quelqu'un à se suicider..
- 8 août : Consolidated Farm and Rural Development Act, loi sur l’agriculture, consolidant les prix agricoles et allouant des fonds pour moderniser les moyens de production.
- 13 août : le gouvernement est-allemand, sous le contrôle de l'URSS, commence la construction du Mur de Berlin séparant les secteurs Est et Ouest de la ville afin d'empêcher l'exode de la population vers l'Ouest. Bien que cet acte soit contraire à l'accord entre les quatre grandes puissances, Kennedy ne l'empêche pas, car il est en vacances et ne jugera pas utile d'interrompre son voyage. Il ne fera pas grand-chose non plus lors de l'extension de la frontière entre la RDA et la RFA sur 155 km.
- 30 août : Oil Pollution Act, renforcement des sanctions pour les pollutions industrielles en mer.
- 3 septembre : Kennedy signe la loi sur le salaire minimum et étend son domaine d’application.
- 4 septembre : Foreign Assistance Act, loi réorganisant l'aide extérieure des États-Unis. Création de l'USAID.
- 13 septembre : Federal Wire Act, encadrement plus strict du business inter-États des jeux de pari.
- 26 septembre : Arms Control and Disarmament Act, restriction et contrôle des armements nucléaires et biologiques.
- 30 septembre : un étudiant noir, James H. Meredith, s’inscrit pour la première fois à l’université d’État du Mississippi ; des manifestants s’opposent à la déségrégation et le ministre de la justice, Robert Kennedy – frère du président – utilise 23 000 agents fédéraux pour contrer les manifestants. Les échauffourées font deux morts parmi les manifestants et 160 blessés parmi les forces de l’ordre.
- 1er octobre : création de la Defense Intelligence Agency.
- 1er novembre : suppression de la ségrégation dans les transports inter-État.
- 3 novembre : Foreign Assistance Act, loi réorganisant l'aide extérieure des États-Unis. Création de l'USAID.
- 11 décembre : Accroissement de l'intervention militaire des États-Unis au Vietnam, commencée après la défaite française à Dien Bien Phu (1954). Un porte-avions et 2 escadrilles d'hélicoptères sont envoyés au sud.

## Économie et société
- Échec du projet Medicare conçu pour garantir le droit à la santé, rejeté par le Sénat.
- Création de l’Indian Youth Council à Chicago.
- Hausse du salaire minimum horaire à 1,6 dollar.
- 518,7 milliards de dollars de PNB.
- Un budget initial de 260 millions de dollars est alloué pour le programme de tickets-nourriture. Le succès de ce système conduit l'État fédéral à y consacrer 54 milliards de dollars en 2013.
- Progression ininterrompue du PIB aux États-Unis pendant 106 mois (1961-1969).
- Budget fédéral à 81,5 milliards de dollars.
- 3,9 milliards de dollars de déficit.
- Les dépenses publiques atteignent 97,7 milliards de dollars.
- La dette de l'Etat fédéral ne représente plus que 57 % du PNB.
- 1,7 milliard de dollars investis à l'étranger.
- Programme de construction de logements sociaux fournissant 500 000 emplois.
- Accroissement du budget de la défense (1961-1963).
- 47,4 milliards de dollars affectés au budget militaire.
- 5,0 milliards de dollars affectés aux dépenses sociales.
- 6,9 % de chômeurs.

## Vietnam
- 1 200 conseillers militaires américains présents au Sud-Vietnam
- Envoi des premiers renforts aériens (2 compagnies d'hélicoptères)

## Naissances en 1961
- 7 janvier : John Thune, sénateur républicain du Dakota du Sud au Congrès des États-Unis depuis 2005.
- 3 avril : Eddie Murphy, acteur.
- 3 mai : David Vitter, sénateur républicain de Louisiane au Congrès des États-Unis depuis 2005.
- 31 mai : Lea Thompson, actrice et réalisatrice.
- 6 mai : George Clooney, acteur, réalisateur de films, producteur et scénariste.
- 14 juillet : Jackie Earle Haley, acteur.
- 30 juillet : Laurence Fishburne, acteur américain.
- 4 août : Barack Obama, 44e et le premier Afro-américain à être Président des États-Unis et sénateur démocrate de l'Illinois au Congrès des États-Unis de 2005 à 2008.
- 9 août : Amy Stiller, actrice, fille de Jerry Stiller et Anne Meara et sœur de Ben Stiller
- 17 novembre : Pat Toomey, sénateur républicain de Pennsylvanie au Congrès des États-Unis depuis 2011.
- 22 novembre : Mariel Hemingway, actrice et sœur de Margaux Hemingway.
- 8 décembre : Ann Coulter, commentatrice politique, auteure de best-sellers, conférencière et polémiste républicaine.

## Décès en 1961
- 9 janvier : Emily Greene Balch, économiste, pacifiste et syndicaliste, Prix Nobel de la paix en 1946. (° 8 janvier 1867)